# Beroun-Závodí
Beroun-Závodí (dříve Dolní předměstí, později Pražské Předměstí) je část města Beroun na levém břehu řeky Berounky přibližně jeden kilometr východně od městského centra.

## Historie
Závodí bylo berounskou částí v letech 1880–1910. Znovu se jí stalo 1. ledna 1980. To je zřejmě chybná interpretace Historického lexikonu obcí, podle informace na webu města bylo Závodí součástí Berouna již od středověku, nejprve jako Dolní předměstí, později jak Pražské předměstí (tento název je použit v soupisu z prvního číslování domů v roce 1770), pak se postupně ujal název Závodí.

## Obyvatelstvo
| Rok            | 1869 | 1880 | 1890  | 1900  | 1910  | 1921 | 1930  | 1950 | 1961 | 1970  | 1980  | 1991  | 2001  | 2011  | 2021  |
| -------------- | ---- | ---- | ----- | ----- | ----- | ---- | ----- | ---- | ---- | ----- | ----- | ----- | ----- | ----- | ----- |
| Počet obyvatel | 804  | 987  | 1 361 | 1 924 | 2 557 | 0    | 3 565 | 0    | 46   | 3 084 | 2 457 | 2 273 | 2 309 | 2 578 | 2 836 |
| Počet domů     | 113  | 105  | 120   | 169   | 249   | 296  | 514   | 0    | 0    | 772   | 669   | 734   | 753   | 816   | 907   |

## Hospodářství a doprava

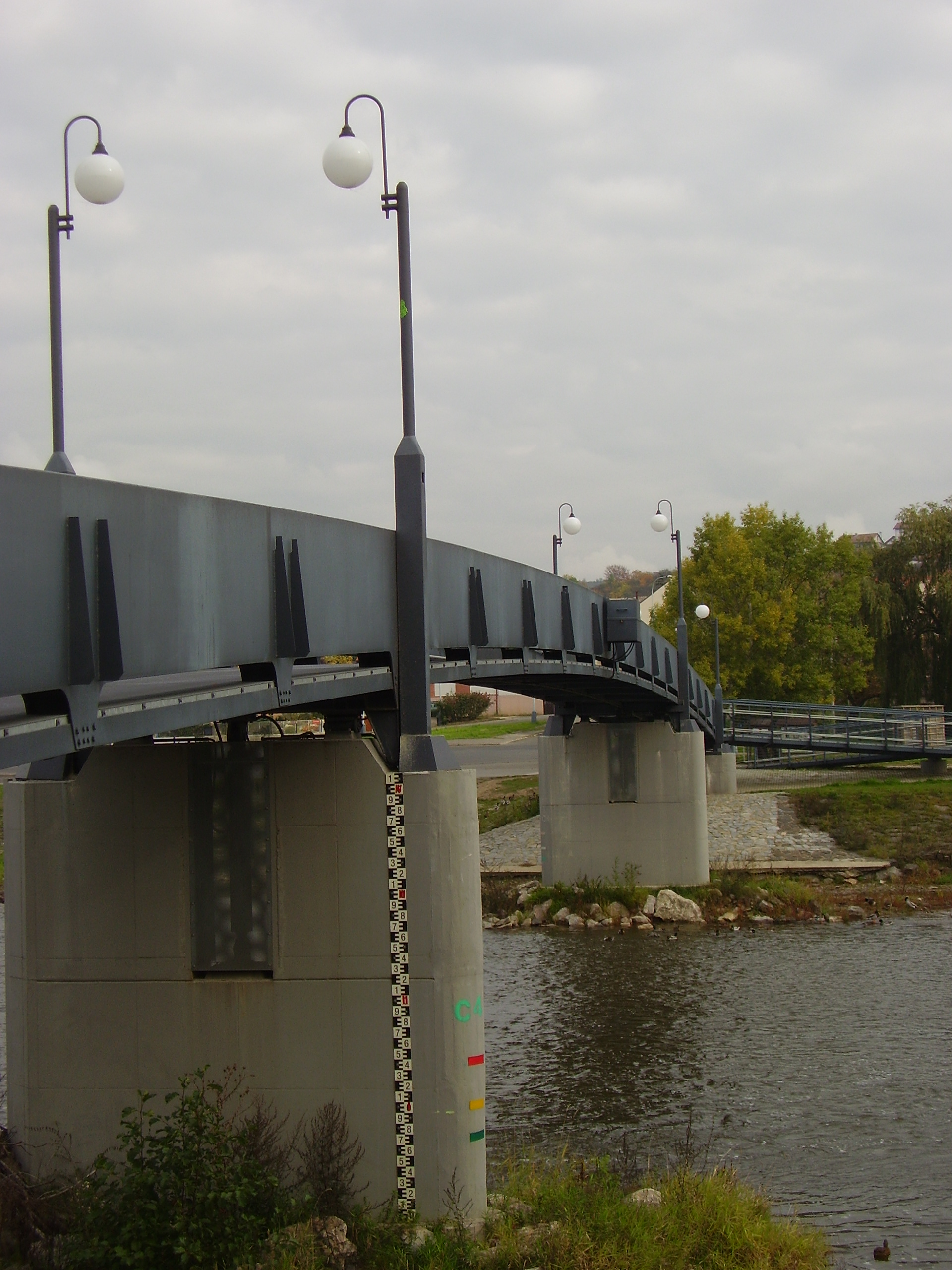
Lávka v Závodí přes hlavní rameno Berounky (od bývalého autobusového nádraží na Ostrov)

U jezu na Berounce se nachází malá vodní elektrárna Beroun. Závodí je s Berounem spojeno silničním a železničním mostem a lávkou pro pěší. Nad Závodím vede dálniční most Beroun dálnice D5 z Prahy do Rozvadova. Železniční stanice Beroun-Závodí leží na tratích Praha – Rudná u Prahy – Beroun a Beroun–Rakovník.